# Pelycodus
Il pelicodo (gen. Pelycodus) è un primate estinto, appartenente agli notarctidi. Visse nell'Eocene inferiore (circa 54 - 50 milioni di anni fa) e i suoi resti fossili sono stati ritrovati in Nordamerica.

## Descrizione
Questo animale doveva essere di aspetto paragonabile agli attuali lemuri. Come molti animali simili (gli adapidi) Pelycodus possedeva occhi relativamente piccoli, un ectotimpanico di forma anulare, un tarso non allungato e numerose creste sui premolari e sui molari. L'osso lacrimale era all'interno dell'orbita. Pelycodus era sostanzialmente identico a un altro primate eocenico, Cantius, ed entrambi possedevano ipoconi e mesostili di taglia ridotta rispetto a quelli delle forme simili. La caratteristica che permette di distinguere Pelycodus da Cantius è data dalla forma del trigonide, una cresta sui molari, che nel primo genere era molto compressa. Inoltre Pelycodus possedeva un paraconide più piccolo sul secondo molare inferiore ed era sprovvisto di ipoconulide sui primi due molari inferiori. Pelycodus possedeva ipoconi e mesostili più sviluppati rispetto a quelli di numerose specie di Cantius, ma non così sviluppati come in Notharctus. Tuttavia, non vi era quasi alcuna differenza tra le ossa tarsali di Pelycodus e Cantius; le due forme erano probabilmente primitive nella locomozione arboricola. Stime basate sulla dentatura indicano che Pelycodus jarrovii doveva pesare circa 4,5 chilogrammi, mentre la specie P. danielsae poteva superare i 6 chilogrammi di peso.

## Classificazione
I primi resti fossili di Pelycodus, provenienti dal Nuovo Messico, vennero descritti nel 1874 da Edward Drinker Cope, che li attribuì inizialmente a una nuova specie del mammifero primitivo Prototomus (P. jarrovii). L'anno successivo lo stesso Cope assegnò i fossili a un nuovo genere, Pelycodus. In seguito, a questo genere vennero attribuite numerose specie di primati arcaici dell'Eocene nordamericano. Una revisione del genere operata nel 1977 portò all'istituzione del genere Cantius per accogliere tutte queste specie eccetto la prima, P. jarrovii, sulla base delle differenze riguardanti la struttura dei molari. Successivamente (Froehlich e Lucas, 1991) venne descritta P. danielsae, una specie di dimensioni maggiori proveniente dal Colorado.

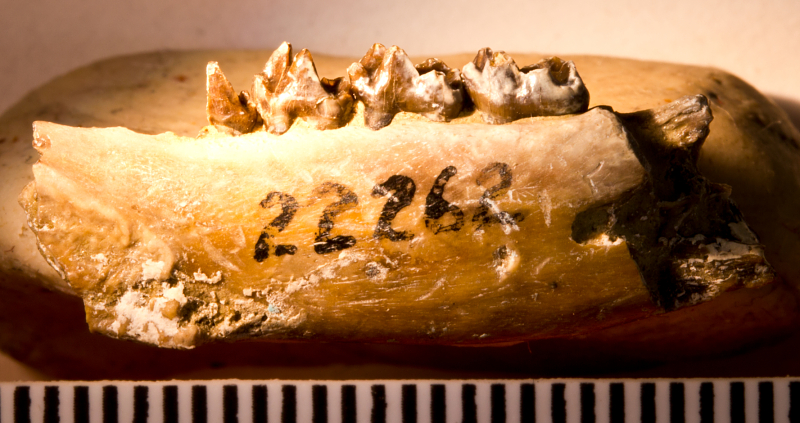
Mandibola di Pelycodus cf. praetutus

Cantius e Pelycodus sono considerati adapidi primitivi, ancestrali alla linea che condusse in seguito ai notarctini più evoluti (Notharctus e Smilodectes). È stato ampiamente dimostrato che le linee evolutive cronologicamente successive di Cantius svilupparono denti con mesostili e ipoconi progressivamente più grandi, fino a produrre una morfologia radicalmente differente tale da garantire una distinzione sufficiente da essere assegnati a un altro genere, Pelycodus. Questa è una delle migliori sequenze stratofenetiche nell'Eocene, ed è una prova a favore del gradualismo nell'evoluzione (Gingerich et al., 1977). Tuttavia, nonostante questa sequenza ben documentata appaia lineare, è probabilmente una sottostima dell'effettivo numero di specie e generi di primati eocenici nordamericani (Martin, 1993). In ogni caso, non è chiaro se Pelycodus diede poi origine ad altre specie di primati e a quali. Alcuni lo avvicinano al genere Notharctus, mentre altri indicano che la maggiore taglia di Pelycodus rispetto ai più antichi Notharctus renderebbe improbabile un rapporto diretto antenato - discendente. Secondo questa ipotesi, Pelycodus potrebbe essere strettamente imparentato con il poco conosciuto Hesperolemur o potrebbe essersi estinto senza lasciare discendenti.

## Paleobiologia
La forma dei molari indica che Pelycodus, come Cantius ma al contrario dei successivi notarctini folivori come Notharctus e Smilodectes, era probabilmente un frugivoro, anche se non così strettamente come Cantius. La morfologia delle ossa tarsali di Cantius e Pelycodus indica che questi animali avevano una locomozione arborea e quadrupede di tipo primitivo. Solo con i successivi notarctini Notharctus e Smilodectes vi fu uno spostamento verso una locomozione più simile a quella dei lemuri attuali, con zampe posteriori, tronco e coda più lunghi, forse connessa a un cambiamento nella dieta (Martin, 1993).